# Моринга
Мори́нга (лат. Moringa) — единственный род растений монотипного семейства Моринговые (Moringaceae), входящего в порядок Капустоцветные, включающий в себя 13 видов, распространённых в субтропических и тропических областях планеты.

## Виды
По информации базы данных The Plant List (на июль 2016), род включает 13 видов:
- Moringa arborea Verdc. — Моринга древовидная
- Moringa borziana Mattei
- Moringa concanensis Nimmo
- Moringa drouhardii Jum. — Моринга Дроухарда
- Moringa hildebrandtii Engl. — Моринга Хильдебрандта
- Moringa longituba Engl.
- Moringa oleifera Lam. — Моринга масличная
- Moringa ovalifolia Dinter & A.Berger
- Moringa peregrina (Forssk.) Fiori
- Moringa pygmaea Verdc.
- Moringa rivae Chiov.
- Moringa ruspoliana Engl.
- Moringa stenopetala (Baker f.) Cufod.